# Vòng loại Giải vô địch bóng đá thế giới 2006 – Khu vực châu Á (Vòng 2)
Vòng loại Giải vô địch bóng đá thế giới 2006 khu vực châu Á (vòng 2) bắt đầu vào ngày 18 tháng 2 năm 2004 và kết thúc vào ngày 17 tháng 11 năm 2004.

## Thể thức
Ở vòng này, 32 đội (gồm 25 đội được vào thẳng cùng với 7 đội thắng vòng 1) được bốc thăm vào 8 bảng với mỗi bảng 4 đội. Các đội chơi các trận sân nhà và sân khách với các đội còn lại trong bảng của họ. 8 đội đứng đầu ở 8 bảng đấu giành quyền vào vòng 3.

## Bảng 1
| VT | Đội    | ST | T | H | B | BT | BB | HS  | Đ  |  |     |     |     |     |
| -- | ------ | -- | - | - | - | -- | -- | --- | -- |  | --- | --- | --- | --- |
| 1  | Iran   | 6  | 5 | 0 | 1 | 22 | 4  | +18 | 15 |  | —   | 0–1 | 3–1 | 7–0 |
| 2  | Jordan | 6  | 4 | 0 | 2 | 10 | 6  | +4  | 12 |  | 0–2 | —   | 1–0 | 5–0 |
| 3  | Qatar  | 6  | 3 | 0 | 3 | 16 | 8  | +8  | 9  |  | 2–3 | 2–0 | —   | 5–0 |
| 4  | Lào    | 6  | 0 | 0 | 6 | 3  | 33 | −30 | 0  |  | 0–7 | 2–3 | 1–6 | —   |

| Jordan                                                                 | 5–0      | Lào |
| ---------------------------------------------------------------------- | -------- | --- |
| Aqel 40' · Shelbaieh 45' · Al-Shagran 63' · Ragheb 90' · Shehdeh 90+2' | Chi tiết |     |

| Iran                                          | 3–1      | Qatar      |
| --------------------------------------------- | -------- | ---------- |
| Vahedi 8' · Mahdavikia 44' · Daei 62' (ph.đ.) | Chi tiết | Hamzah 70' |

Ghi chú: FIFA quyết định trận Iran vs Qatar đá trên sân không khán giả do hành vi bạo lực trong trận gặp CHDCND Triều Tiên trong khuôn khổ Vòng loại Cúp bóng đá châu Á vào ngày 12 tháng 11 năm 2003.
| Lào | 0–7      | Iran                                                                            |
| --- | -------- | ------------------------------------------------------------------------------- |
|     | Chi tiết | Daei 9', 17' · Enayati 32', 36' · Khouphachansy 54' (l.n.) · Taghipour 68', 83' |

| Jordan    | 1–0      | Qatar |
| --------- | -------- | ----- |
| Salim 70' | Chi tiết |       |

| Iran | 0–1      | Jordan        |
| ---- | -------- | ------------- |
|      | Chi tiết | Al-Shboul 83' |

| Qatar                                           | 5–0      | Lào |
| ----------------------------------------------- | -------- | --- |
| Mustafa 17', 37' · Jassem 69', 86' · Bechir 89' | Chi tiết |     |

| Lào             | 1–6      | Qatar                                                                            |
| --------------- | -------- | -------------------------------------------------------------------------------- |
| Chanthalome 88' | Chi tiết | Rizik 36' · Kamil 42' · Bechir 50' · Hamzah 70' · Abdullah 86' · Al-Shammari 89' |

| Jordan | 0–2      | Iran                  |
| ------ | -------- | --------------------- |
|        | Chi tiết | Vahedi 80' · Daei 91' |

| Lào                                 | 2–3      | Jordan                                |
| ----------------------------------- | -------- | ------------------------------------- |
| Phaphouvanin 13' · Thongphachan 53' | Chi tiết | Al-Maharmeh 28' · Al-Shagran 73', 76' |

| Qatar                                  | 2–3      | Iran                            |
| -------------------------------------- | -------- | ------------------------------- |
| Mohammed 18' · Golmohammadi 75' (l.n.) | Chi tiết | Hashemian 9', 89' · Borhani 78' |

| Qatar                      | 2–0      | Jordan |
| -------------------------- | -------- | ------ |
| Al-Mal 60' · Al Khater 75' | Chi tiết |        |

| Iran                                                     | 7–0      | Lào |
| -------------------------------------------------------- | -------- | --- |
| Daei 8', 20', 28', 58' · Nekounam 63', 72' · Borhani 69' | Chi tiết |     |

## Bảng 2
| VT | Đội               | ST | T | H | B | BT | BB | HS  | Đ  |  |     |     |     |     |
| -- | ----------------- | -- | - | - | - | -- | -- | --- | -- |  | --- | --- | --- | --- |
| 1  | Uzbekistan        | 6  | 5 | 1 | 0 | 16 | 3  | +13 | 16 |  | —   | 1–1 | 3–0 | 6–1 |
| 2  | Iraq              | 6  | 3 | 2 | 1 | 17 | 7  | +10 | 11 |  | 1–2 | —   | 4–1 | 6–1 |
| 3  | Palestine         | 6  | 2 | 1 | 3 | 11 | 11 | 0   | 7  |  | 0–3 | 1–1 | —   | 8–0 |
| 4  | Đài Bắc Trung Hoa | 6  | 0 | 0 | 6 | 3  | 26 | −23 | 0  |  | 0–1 | 1–4 | 0–1 | —   |

| Uzbekistan | 1–1      | Iraq      |
| ---------- | -------- | --------- |
| Soliev 78' | Chi tiết | Salah 57' |

| Palestine                                                                              | 8–0      | Đài Bắc Trung Hoa |
| -------------------------------------------------------------------------------------- | -------- | ----------------- |
| Al-Kord 10' · Habaib 20', 32' · Atura 43' · Kettlun 52', 86' · Amer 76' · Keshkesh 82' | Chi tiết |                   |

| Đài Bắc Trung Hoa | 0–1      | Uzbekistan   |
| ----------------- | -------- | ------------ |
|                   | Chi tiết | Koshelev 59' |

| Palestine   | 1–1      | Iraq       |
| ----------- | -------- | ---------- |
| Kettlun 72' | Chi tiết | Farhan 20' |

| Iraq                                                     | 6–1      | Đài Bắc Trung Hoa |
| -------------------------------------------------------- | -------- | ----------------- |
| Farhan 2', 14' · Fawzi 18' · Mnajed 50', 85' · Swadi 68' | Chi tiết | Huang 57'         |

| Uzbekistan                                   | 3–0      | Palestine |
| -------------------------------------------- | -------- | --------- |
| Ashurmatov 6' · Shishelov 42' · Djeparov 89' | Chi tiết |           |

| Đài Bắc Trung Hoa | 1–4      | Iraq                                     |
| ----------------- | -------- | ---------------------------------------- |
| Huang 82'         | Chi tiết | Sadir 4', 43' · Attiya 75' · Mahmoud 86' |

| Palestine | 0–3      | Uzbekistan                              |
| --------- | -------- | --------------------------------------- |
|           | Chi tiết | Qosimov 9' · Djeparov 32' · Bikmoev 78' |

| Iraq      | 1–2      | Uzbekistan                   |
| --------- | -------- | ---------------------------- |
| Munir 29' | Chi tiết | Shatskikh 10' · Geynrikh 22' |

| Đài Bắc Trung Hoa | 0–1      | Palestine  |
| ----------------- | -------- | ---------- |
|                   | Chi tiết | Amer 90+4' |

| Iraq                                      | 4–1      | Palestine  |
| ----------------------------------------- | -------- | ---------- |
| Munir 54', 58' · Mohammed 65' · Akram 70' | Chi tiết | Zatara 71' |

| Uzbekistan                                                         | 6–1      | Đài Bắc Trung Hoa |
| ------------------------------------------------------------------ | -------- | ----------------- |
| Geynrikh 5' · Qosimov 12', 45', 85' · Shatskikh 18' · Koshelev 34' | Chi tiết | Huang 64'         |

## Bảng 3
| VT | Đội       | ST | T | H | B | BT | BB | HS  | Đ  |  |     |     |     |     |
| -- | --------- | -- | - | - | - | -- | -- | --- | -- |  | --- | --- | --- | --- |
| 1  | Nhật Bản  | 6  | 6 | 0 | 0 | 16 | 1  | +15 | 18 |  | —   | 1–0 | 7–0 | 1–0 |
| 2  | Oman      | 6  | 3 | 1 | 2 | 14 | 3  | +11 | 10 |  | 0–1 | —   | 0–0 | 7–0 |
| 3  | Ấn Độ     | 6  | 1 | 1 | 4 | 2  | 18 | −16 | 4  |  | 0–4 | 1–5 | —   | 1–0 |
| 4  | Singapore | 6  | 1 | 0 | 5 | 3  | 13 | −10 | 3  |  | 1–2 | 0–2 | 2–0 | —   |

| Ấn Độ      | 1–0      | Singapore |
| ---------- | -------- | --------- |
| Renedy 50' | Chi tiết |           |

| Nhật Bản   | 1–0      | Oman |
| ---------- | -------- | ---- |
| Kubo 90+2' | Chi tiết |      |

| Ấn Độ      | 1–5      | Oman                                                      |
| ---------- | -------- | --------------------------------------------------------- |
| Renedy 18' | Chi tiết | Amad Ali 12' · Ahmed Mubarak 26', 49' · Al-Hinai 60', 88' |

| Singapore  | 1–2      | Nhật Bản                  |
| ---------- | -------- | ------------------------- |
| Sahdan 62' | Chi tiết | Takahara 33' · Fujita 81' |

| Nhật Bản                                                                                 | 7–0      | Ấn Độ |
| ---------------------------------------------------------------------------------------- | -------- | ----- |
| Kubo 12' · Fukunishi 25' · Nakamura 29' · Suzuki 54' · Nakazawa 65', 76' · Ogasawara 68' | Chi tiết |       |

| Oman                                                           | 7–0      | Singapore |
| -------------------------------------------------------------- | -------- | --------- |
| Al-Maimani 9', 44', 64', 86' · Ayil 25', 53' · Al-Mukhaini 39' | Chi tiết |           |

| Ấn Độ | 0–4      | Nhật Bản                                            |
| ----- | -------- | --------------------------------------------------- |
|       | Chi tiết | Suzuki 45' · Ono 60' · Fukunishi 71' · Miyamoto 87' |

| Singapore | 0–2      | Oman                 |
| --------- | -------- | -------------------- |
|           | Chi tiết | Shaaban 3' · Ali 82' |

| Oman | 0–1      | Nhật Bản   |
| ---- | -------- | ---------- |
|      | Chi tiết | Suzuki 52' |

| Singapore             | 2–0      | Ấn Độ |
| --------------------- | -------- | ----- |
| Sahdan 73' · Amri 76' | Chi tiết |       |

| Oman | 0–0      | Ấn Độ |
| ---- | -------- | ----- |
|      | Chi tiết |       |

| Nhật Bản   | 1–0      | Singapore |
| ---------- | -------- | --------- |
| Tamada 13' | Chi tiết |           |

## Bảng 4
| VT | Đội        | ST | T | H | B | BT | BB | HS  | Đ  |  |     |     |     |     |
| -- | ---------- | -- | - | - | - | -- | -- | --- | -- |  | --- | --- | --- | --- |
| 1  | Kuwait     | 6  | 5 | 0 | 1 | 15 | 2  | +13 | 15 |  | —   | 1–0 | 4–0 | 6–1 |
| 2  | Trung Quốc | 6  | 5 | 0 | 1 | 14 | 1  | +13 | 15 |  | 1–0 | —   | 7–0 | 4–0 |
| 3  | Hồng Kông  | 6  | 2 | 0 | 4 | 5  | 15 | −10 | 6  |  | 0–2 | 0–1 | —   | 2–0 |
| 4  | Malaysia   | 6  | 0 | 0 | 6 | 2  | 18 | −16 | 0  |  | 0–2 | 0–1 | 1–3 | —   |

| Trung Quốc      | 1–0      | Kuwait |
| --------------- | -------- | ------ |
| Hao Haidong 75' | Chi tiết |        |

| Malaysia  | 1–3      | Hồng Kông                                             |
| --------- | -------- | ----------------------------------------------------- |
| Talib 39' | Chi tiết | Ng Wai Chiu 17' · Chu Siu Kei 84' · Kwok Yue Hung 93' |

| Hồng Kông | 0–1      | Trung Quốc      |
| --------- | -------- | --------------- |
|           | Chi tiết | Hao Haidong 71' |

| Malaysia | 0–2      | Kuwait                       |
| -------- | -------- | ---------------------------- |
|          | Chi tiết | Al-Mutawa 75' · Al Harbi 87' |

| Trung Quốc                                             | 4–0      | Malaysia |
| ------------------------------------------------------ | -------- | -------- |
| Hao Haidong 43' · Sun Jihai 62' · Li Xiaopeng 66', 76' | Chi tiết |          |

| Kuwait                                                | 4–0      | Hồng Kông |
| ----------------------------------------------------- | -------- | --------- |
| Seraj 12' · Al-Mutawa 38' · Neda 45' · Al-Salamah 75' | Chi tiết |           |

| Hồng Kông | 0–2      | Kuwait                  |
| --------- | -------- | ----------------------- |
|           | Chi tiết | Neda 38' · Humaidan 70' |

| Malaysia | 0–1      | Trung Quốc   |
| -------- | -------- | ------------ |
|          | Chi tiết | Li Jinyu 67' |

| Kuwait  | 1–0      | Trung Quốc |
| ------- | -------- | ---------- |
| Ali 47' | Chi tiết |            |

| Hồng Kông                          | 2–0      | Malaysia |
| ---------------------------------- | -------- | -------- |
| Chu Siu Kei 5' · Wong Chun Yue 51' | Chi tiết |          |

| Kuwait                                                             | 6–1      | Malaysia   |
| ------------------------------------------------------------------ | -------- | ---------- |
| Al-Mutawa 17' · Abdullah 60', 70' · Laheeb 75', 85' · Al Hamad 82' | Chi tiết | Yahyah 19' |

| Trung Quốc                                                                                 | 7–0      | Hồng Kông |
| ------------------------------------------------------------------------------------------ | -------- | --------- |
| Li Jinyu 8', 47' · Shao Jiayi 42', 44' · Xu Yunlong 49' · Yu Genwei 88' · Li Weifeng 90+2' | Chi tiết |           |

## Bảng 5
| VT | Đội               | ST | T | H | B | BT | BB | HS | Đ  |  |     |     |     |     |
| -- | ----------------- | -- | - | - | - | -- | -- | -- | -- |  | --- | --- | --- | --- |
| 1  | CHDCND Triều Tiên | 6  | 3 | 2 | 1 | 11 | 5  | +6 | 11 |  | —   | 0–0 | 4–1 | 2–1 |
| 2  | UAE               | 6  | 3 | 1 | 2 | 6  | 6  | 0  | 10 |  | 1–0 | —   | 1–0 | 3–0 |
| 3  | Thái Lan          | 6  | 2 | 1 | 3 | 9  | 10 | −1 | 7  |  | 1–4 | 3–0 | —   | 1–1 |
| 4  | Yemen             | 6  | 1 | 2 | 3 | 6  | 11 | −5 | 5  |  | 1–1 | 3–1 | 0–3 | —   |

| Yemen        | 1–1      | CHDCND Triều Tiên |
| ------------ | -------- | ----------------- |
| Al Selwi 73' | Chi tiết | Hong Yong-jo 85'  |

| UAE        | 1–0      | Thái Lan |
| ---------- | -------- | -------- |
| Rashid 22' | Chi tiết |          |

| Yemen | 0–3      | Thái Lan                                       |
| ----- | -------- | ---------------------------------------------- |
|       | Chi tiết | Chaikamdee 69' · Surasiang 71' · Senamuang 88' |

| CHDCND Triều Tiên | 0–0      | UAE |
| ----------------- | -------- | --- |
|                   | Chi tiết |     |

| Thái Lan      | 1–4      | CHDCND Triều Tiên                                          |
| ------------- | -------- | ---------------------------------------------------------- |
| Senamuang 51' | Chi tiết | Kim Yong-su 42', 71' · Sin Yong-nam 52' · Hong Yong-jo 67' |

| UAE                             | 3–0      | Yemen |
| ------------------------------- | -------- | ----- |
| Abdulrahman 24' · Omer 28', 73' | Chi tiết |       |

| Yemen                             | 3–1      | UAE      |
| --------------------------------- | -------- | -------- |
| Al Nono 22', 77' · Abduljabar 49' | Chi tiết | Omer 26' |

| CHDCND Triều Tiên                                          | 4–1      | Thái Lan      |
| ---------------------------------------------------------- | -------- | ------------- |
| An Yong-hak 49', 73' · Hong Yong-jo 55' · Ri Hyok-chol 60' | Chi tiết | Suksomkit 72' |

| CHDCND Triều Tiên                | 2–1      | Yemen     |
| -------------------------------- | -------- | --------- |
| Ri Han-jae 1' · Hong Yong-jo 64' | Chi tiết | Jaber 76' |

| Thái Lan                               | 3–0      | UAE |
| -------------------------------------- | -------- | --- |
| Jakapong 10' · Nanok 30' · Chaiman 67' | Chi tiết |     |

| UAE       | 1–0      | CHDCND Triều Tiên |
| --------- | -------- | ----------------- |
| Obaid 58' | Chi tiết |                   |

| Thái Lan       | 1–1      | Yemen         |
| -------------- | -------- | ------------- |
| Siriwong 90+5' | Chi tiết | Al-Shehri 69' |

## Bảng 6
| VT | Đội        | ST | T | H | B | BT | BB | HS  | Đ  |  |     |     |     |     |
| -- | ---------- | -- | - | - | - | -- | -- | --- | -- |  | --- | --- | --- | --- |
| 1  | Bahrain    | 6  | 4 | 2 | 0 | 15 | 4  | +11 | 14 |  | —   | 2–1 | 4–0 | 5–0 |
| 2  | Syria      | 6  | 2 | 2 | 2 | 7  | 7  | 0   | 8  |  | 2–2 | —   | 2–1 | 0–1 |
| 3  | Tajikistan | 6  | 2 | 1 | 3 | 5  | 9  | −4  | 7  |  | 0–0 | 0–1 | —   | 2–1 |
| 4  | Kyrgyzstan | 6  | 1 | 1 | 4 | 5  | 12 | −7  | 4  |  | 1–2 | 1–1 | 1–2 | —   |

| Kyrgyzstan     | 1–2      | Tajikistan         |
| -------------- | -------- | ------------------ |
| Berezovsky 12' | Chi tiết | Burkhanov 31', 53' |

| Bahrain            | 2–1      | Syria                |
| ------------------ | -------- | -------------------- |
| A. Hubail 64', 73' | Chi tiết | Sheikh Al-Eshreh 80' |

| Kyrgyzstan    | 1–1      | Syria        |
| ------------- | -------- | ------------ |
| Ishenbaev 55' | Chi tiết | Kailouni 86' |

| Tajikistan | 0–0      | Bahrain |
| ---------- | -------- | ------- |
|            | Chi tiết |         |

| Bahrain                                         | 5–0      | Kyrgyzstan |
| ----------------------------------------------- | -------- | ---------- |
| A. Hubail 12', 45', 60' · Ali 66' · Abdulla 82' | Chi tiết |            |

| Syria                    | 2–1      | Tajikistan    |
| ------------------------ | -------- | ------------- |
| Al Rashed 76' · Rafe 80' | Chi tiết | Kholmatov 35' |

| Tajikistan | 0–1      | Syria    |
| ---------- | -------- | -------- |
|            | Chi tiết | Rafe 35' |

| Kyrgyzstan      | 1–2      | Bahrain                 |
| --------------- | -------- | ----------------------- |
| Kenjisariev 86' | Chi tiết | Ali 23' · M. Hubail 58' |

| Tajikistan               | 2–1      | Kyrgyzstan    |
| ------------------------ | -------- | ------------- |
| Rabiev 19' · Hakimov 37' | Chi tiết | Chikishev 84' |

| Syria                                 | 2–2      | Bahrain                     |
| ------------------------------------- | -------- | --------------------------- |
| Sheikh Al-Eshreh 12' · Al Hussain 18' | Chi tiết | Mahfoodh 27' · Yousef 90+2' |

| Syria | 0–1      | Kyrgyzstan |
| ----- | -------- | ---------- |
|       | Chi tiết | Amin 47'   |

| Bahrain                                     | 4–0      | Tajikistan |
| ------------------------------------------- | -------- | ---------- |
| Yousef 9' · Husain 41' · M. Hubail 42', 77' | Chi tiết |            |

## Bảng 7
| VT | Đội      | ST | T | H | B | BT | BB | HS | Đ  |  |     |     |     |     |
| -- | -------- | -- | - | - | - | -- | -- | -- | -- |  | --- | --- | --- | --- |
| 1  | Hàn Quốc | 6  | 4 | 2 | 0 | 9  | 2  | +7 | 14 |  | —   | 2–0 | 2–0 | 2–0 |
| 2  | Liban    | 6  | 3 | 2 | 1 | 11 | 5  | +6 | 11 |  | 1–1 | —   | 0–0 | 3–0 |
| 3  | Việt Nam | 6  | 1 | 1 | 4 | 5  | 9  | −4 | 4  |  | 1–2 | 0–2 | —   | 4–0 |
| 4  | Maldives | 6  | 1 | 1 | 4 | 5  | 14 | −9 | 4  |  | 0–0 | 2–5 | 3–0 | —   |

| Việt Nam                                                                   | 4–0      | Maldives |
| -------------------------------------------------------------------------- | -------- | -------- |
| Phan Văn Tài Em 9', 60' · Nguyễn Minh Hải 13' · Phạm Văn Quyến 80' (ph.đ.) | Chi tiết |          |

| Hàn Quốc                          | 2–0      | Liban |
| --------------------------------- | -------- | ----- |
| Cha Du-ri 32' · Cho Byung-kuk 51' | Chi tiết |       |

| Maldives | 0–0      | Hàn Quốc |
| -------- | -------- | -------- |
|          | Chi tiết |          |

| Việt Nam | 0–2      | Liban                     |
| -------- | -------- | ------------------------- |
|          | Chi tiết | R. Antar 83' · Hamieh 88' |

| Hàn Quốc                            | 2–0      | Việt Nam |
| ----------------------------------- | -------- | -------- |
| Ahn Jung-hwan 29' · Kim Do-heon 61' | Chi tiết |          |

| Liban                                     | 3–0      | Maldives |
| ----------------------------------------- | -------- | -------- |
| Zein 21' · R. Antar 87' · Nasseredine 93' | Chi tiết |          |

| Maldives              | 2–5      | Liban                                                           |
| --------------------- | -------- | --------------------------------------------------------------- |
| Fazeel 79' · Umar 88' | Chi tiết | Nasseredine 4', 58' · F. Antar 44' · Chahoud 63' · R. Antar 75' |

| Việt Nam            | 1–2      | Hàn Quốc                             |
| ------------------- | -------- | ------------------------------------ |
| Phan Văn Tài Em 49' | Chi tiết | Lee Dong-gook 63' · Lee Chun-soo 76' |

| Maldives                     | 3–0      | Việt Nam |
| ---------------------------- | -------- | -------- |
| Thariq 29' · Ashfaq 68', 85' | Chi tiết |          |

| Liban           | 1–1      | Hàn Quốc          |
| --------------- | -------- | ----------------- |
| Nasseredine 28' | Chi tiết | Choi Jin-cheul 8' |

| Liban | 0–0      | Việt Nam |
| ----- | -------- | -------- |
|       | Chi tiết |          |

| Hàn Quốc                            | 2–0      | Maldives |
| ----------------------------------- | -------- | -------- |
| Kim Do-heon 66' · Lee Dong-gook 80' | Chi tiết |          |

## Bảng 8
| VT | Đội          | ST | T | H | B | BT | BB | HS  | Đ  |  |     |     |     |     |
| -- | ------------ | -- | - | - | - | -- | -- | --- | -- |  | --- | --- | --- | --- |
| 1  | Ả Rập Xê Út  | 6  | 6 | 0 | 0 | 14 | 1  | +13 | 18 |  | —   | 3–0 | 3–0 | 3–0 |
| 2  | Turkmenistan | 6  | 2 | 1 | 3 | 8  | 10 | −2  | 7  |  | 0–1 | —   | 3–1 | 2–0 |
| 3  | Indonesia    | 6  | 2 | 1 | 3 | 8  | 12 | −4  | 7  |  | 1–3 | 3–1 | —   | 1–0 |
| 4  | Sri Lanka    | 6  | 0 | 2 | 4 | 4  | 11 | −7  | 2  |  | 0–1 | 2–2 | 2–2 | —   |

| Ả Rập Xê Út                    | 3–0      | Indonesia |
| ------------------------------ | -------- | --------- |
| Sowed 4', 39' · Al-Qahtani 45' | Chi tiết |           |

| Turkmenistan                 | 2–0      | Sri Lanka |
| ---------------------------- | -------- | --------- |
| Öwekow 40' · N. Baýramow 56' | Chi tiết |           |

| Turkmenistan                       | 3–1      | Indonesia          |
| ---------------------------------- | -------- | ------------------ |
| W. Baýramow 10', 74' · Kulyýew 35' | Chi tiết | Budi Sudarsono 30' |

| Sri Lanka | 0–1      | Ả Rập Xê Út |
| --------- | -------- | ----------- |
|           | Chi tiết | Sowed 51'   |

| Ả Rập Xê Út                   | 3–0      | Turkmenistan |
| ----------------------------- | -------- | ------------ |
| Al-Meshal 27', 45' · Noor 32' | Chi tiết |              |

| Indonesia | 1–0      | Sri Lanka |
| --------- | -------- | --------- |
| Aiboy 30' | Chi tiết |           |

| Sri Lanka                       | 2–2      | Indonesia             |
| ------------------------------- | -------- | --------------------- |
| Steinwall 81' · Karunaratne 82' | Chi tiết | Ilham 8' · Sofyan 51' |

| Turkmenistan | 0–1      | Ả Rập Xê Út    |
| ------------ | -------- | -------------- |
|              | Chi tiết | Al-Qahtani 47' |

| Sri Lanka                     | 2–2      | Turkmenistan                  |
| ----------------------------- | -------- | ----------------------------- |
| Perera 47' · Mudyanselage 57' | Chi tiết | D. Baýramow 20' · Nazarow 70' |

| Indonesia | 1–3      | Ả Rập Xê Út                                    |
| --------- | -------- | ---------------------------------------------- |
| Ilham 50' | Chi tiết | Al-Meshal 9' · Abdulghani 13' · Al-Qahtani 80' |

| Indonesia           | 3–1      | Turkmenistan |
| ------------------- | -------- | ------------ |
| Ilham 20', 47', 59' | Chi tiết | Durdyýew 25' |

| Ả Rập Xê Út                                          | 3–0      | Sri Lanka |
| ---------------------------------------------------- | -------- | --------- |
| Al-Harthi 6' · Al-Shalhoub 45' (ph.đ.) · Fallata 65' | Chi tiết |           |